# سودان يا غالي (فلم 2025)
سودان يا غالي هو فيلم وثائقي صدر عام 2024 من تأليف وإخراج هند المدب. يصور الفيلم رؤى لأشخاص في الثورة السودانية خلال الفترة بين 2019 و 2023 حتّى اندلاع نزاع السودان التي أعقبت ذلك. عرض الفِلم لأول مرة في مهرجان البندقية السينمائي الدولي الحادي والثمانين في 30 أغسطس 2024.

## اطلاق الفِلم
عُرض الفِلم لأول مرة في مهرجان البندقية السينمائي الدولي الحادي والثمانين، عن قسم أيام المؤلفين في 30 أغسطس 2024. 
 

## استقبال
وصف مرتضى الفضل الفيلم في مجلة فارايتي بأنه "مبهج"و" نظرة مدروسة ومتعاطفة على كيف يمكن للأمل الجماعي أن يحشد جيلا كاملا".

## المشاركات
| الحفل                                         | دورة الحفل | تاريخ الحفل               | الفئة             | المرجع  |
| --------------------------------------------- | ---------- | ------------------------- | ----------------- | ------- |
| مهرجان البندقية السينمائي                     | 81         | 28 أغسطس – 7 سبتمبر 2024  | أيام المؤلفين     | [ أ 4 ] |
| مهرجان أجيال السينمائي (مؤسسة الدوحة للأفلام) | 12         | 16- 23 نوفمبر 2024        | افتتاح المهرجان   | [ ع 1 ] |
| المهرجان الدولي للفيلم بمراكش                 | 21         | 29 نوفمبر - 7 ديسمبر 2024 | الفِلم الوثائقي    | [ ع 2 ] |
| مهرجان الأفلام الوثائقية في نيويورك           | عام 2024   | 13 نوفمبر - 1 ديسمبر 2024 | المسابقة العالمية | [ أ 5 ] |